# キャンディス・ニューメーカー
キャンディス・エリザベス・ニューメーカー（英: Candace Elizabeth Newmaker、1989年11月19日-2000年4月18日）は、児童虐待の犠牲者であり、反応性愛着障害の治療と称して実施された愛着療法のセッションの最中に死亡した。その日の治療には再誕生療法が含まれており、この治療法の最中にキャンディスは窒息死した。この事件は国際的に報道された。

## 経緯
キャンディスはノースカロライナ州リンカントンのエルモア夫妻の元で誕生した。幼い頃にキャンディスとその妹と弟はネグレクトを理由に社会福祉機関により親元から離された。キャンディスが5歳の頃、エルモア夫妻の親権は停止された。2年後にニューメーカーという女性の養子となった。ニューメーカーはノースカロライナ州ダーラムに住む女性で、小児科のナース・プラクティショナーだった。 
養子になってから数ヶ月のうちに、養母はキャンディスを精神科医の元へ連れていき始め、キャンディスの自宅での行動や態度について相談した。キャンディスは薬物治療を受けたが、その後の2年間でキャンディスの行動は悪化していったと養母は報告している。キャンディスがマッチで遊んで金魚を殺すという事件があったが、起こったのはこの時期であると思われる。 

## 愛着療法とキャンディスの死
2000年4月にキャンディスと養母はコロラド州エバーグリーンへ向かった。ノースカロライナ州に住む診療認可を受けた精神科医からの紹介を受け、愛着療法の集中セッションに出席するためである。セッションの期間は2週間で、費用は7,000ドルだった。
2週目の集中セッションの中の「再誕生」セッションの最中にキャンディスは死亡した。再誕生セッションでは2名のセラピスト、本来の養母であるニューメーカー、そして「治療法上の養父母」が参加していた。
その日の治療の計画に従い、キャンディスは子宮や産道を再現するためにフランネルのシートに包まれ、さらに枕で覆われ、そこから頑張って脱出するように言われた。この治療での経験はキャンディスが養母への「愛着」を持つ助けになると期待されていたと見られる。参加した4人の大人たちは、手や足を使ってキャンディスの頭や胸などを圧迫し、キャンディスが脱出しようとするのを阻止した。キャンディスの体重が約30kgだった一方で、4人の大人たちの体重は合計で305kgであり、キャンディスは自分の体重の10倍もの体重の大人たちに押さえつけられていたことになる。その間に、キャンディスは苦痛を訴え、助けを懇願し、息が出来ないと訴え、叫び声まで上げたが、シートから脱出できなかった。キャンディスはセッション中に死にそうだと11回訴えたが、セラピストは死にたいのならばすぐに死になさいと罵倒した。セッションを開始して20分が経過し、キャンディスはシートの中で嘔吐し、脱糞したが、それでもシートの中に閉じ込められ続けた。
セッションが開始してから40分が経過し、キャンディスに生まれたいのか聞くと、キャンディスは力なく"No." (嫌) と返答した。この言葉が結局キャンディスの最後の言葉となった。この言葉に対し、セラピストは「意気地無し」 (英: quitter) という言葉を繰り返して罵倒した。養母は後に、キャンディスが再誕生しようとしないことで、拒絶されたように感じていたと述べた。その後、キャンディスに養母の悲しみを悟らないようにするという理由で、養母はセラピストから部屋を出るように求められた。それから間もなく、セラピストは治療法上の養父母にも同じ要求をした。こうして、セラピストの2人とキャンディスだけが部屋に残された。2人は5分間話し合った後、シートを解いてキャンディスを解放した。そのとき、キャンディスが微動だにせず、指先や唇に青みがかかり、呼吸が停止していることに気がついた。これを見た直後、セラピストはキャンディスが眠っていると断言した。それに対し、別の部屋でモニターから様子を見ていた養母はその部屋へ駆け込んだ。キャンディスの顔色から状態を察知し、心肺蘇生法を試み始めた。セラピストは9-1-1に通報した。医療補助員たちが10分後に現場へ到着すると、治療上の養父は、再誕生セッション中に5分間キャンディスを一人にしていたところ、呼吸が停止していたと医療補助員たちに説明した。医療補助員たちは、キャンディスは意識を失い、しばらくの間呼吸が停止していたと推測した。医療補助員たちはキャンディスの脈拍を回復させることに成功し、キャンディスはヘリコプターでデンバーの病院へ搬送された。しかし、その翌日、キャンディスは窒息のために脳死したことを宣告された。
キャンディスが死亡した全体で70分間のセッションと、その前に数日間行われた10時間に及ぶセッションは撮影されていた。これは担当したセラピストの治療では恒例のことだった。セラピストの2人の裁判では撮影された映像が上映された。

## 裁判
1年後、セラピストの2人は裁判にかけられ、無謀に児童虐待を行って死亡させたとして有罪という判決が下され、16年間の懲役刑を受けた。治療上の養父母は児童虐待の過失を認め、司法取引により10年間の保護観察と1,000時間の地域奉仕活動という判決が下った。本来の養母はネグレクトと虐待の容疑を認め、4年間の執行猶予という判決が下った。後にこの罪状は養母の犯罪歴から削除された。セラピストの1人は判決に対して上訴したが認められなかった。その人物は2008年6月に仮釈放されたが、児童との接触やカウンセリング業務が制限され、厳重な監督下に置かれた。

## 事件の影響
キャンディスの死やその後のセラピストの裁判はアメリカ中の新聞やニュース雑誌で報じられ、国際的にも報道された。
この事件は愛着療法に対して長期間続く論争を巻き起こした。そして、コロラド州やノースカロライナ州で「キャンディス法」 (英: Candace's Law) が制定される契機となった。この法律は誕生時の経験を再現するための危険な行為を禁止した。アメリカの上下院は他の州で同様の法律の制定を奨励する決議案を採決した。

## 大衆文化への影響
2017年にインターネット上で公開された動画シリーズPetscopは、「ニューメーカー・プレーン」という名称や、作中で登場する題名と同名のテレビゲームの設定、「ティアラ」と名付けられたキャラクターの存在など、この事件を元にした内容になっている。